# Lundbystudien
Lundbystudien är en psykiatrisk epidemiologisk studie som startades 1947 och avslutades i juni 2023. Studien har således pågått i mer än 75 år. Lundbystudien startades av professor Erik Essen-Möller och hans medarbetare på Medicinska fakulteten vid Lunds universitet. Undersökningen studerar förekomsten av personlighetstyper och den psykiska hälsan hos befolkningen i Dalby och Bonderup utanför Lund. Essen-Möller var projektledare för studien fram till 1967 då professor Olle Hagnell, som hade medverkat i projektet sedan 1956, övertog ledarskapet. Hagnell förblev projektledare till 1996 och fick under tiden motta åtskilliga priser för sina insatser inom den psykiatriska epidemiologin, bland annat Rema Lapouse Award 1978. Hagnell var verksam i Lundbystudien i cirka 50 år.  Docent Per Nettelbladt var projektledare mellan åren 1997- 2011. Därefter har docent Louise Brådvik varit projektledare för studien.
Sedan 1947 har fyra fältundersökningar ägt rum. Den senaste, som omfattar perioden den 1 juli 1947 - 1 juli 1997, genomfördes 1997- 2000.I svensk medicinhistoria är Lundbystudien unik på grund av det långa tidsperspektivet och det låga bortfallet bland befolkningen i urvalet. Det stora datamaterialet som har samlats sedan 1947 har dessutom skapat en bild av de samhällsförändringar som har ägt rum under 1900-talets senare halvsekel. Lundbystudien är en longitudinell undersökningen och har studerat samma personer sedan 1947. 3 563 personer har ingått i studien och ungefär hälften av dem var avlidna vid den senaste fältstudien 1997. Data är av hög kvalitet, validerade genom personliga intervjuer av specialistkompetenta psykiatriker, och diagnoserna har validerats mot olika klassifikationssystem som varit i bruk sedan 1947, där det senaste var DSM IV. Totalt hade 42% av befolkningen någon gång i livet haft en psykiatrisk diagnos. Det långa perspektivet, 50 år, gör det möjligt att studera de psykiska sjukdomarnas prevalens (förekomst), incidens (nyinsjuknande), naturliga förlopp och riskfaktorer vid psykisk sjukdom. En uttömmande beskrivning av studien ges på svenska i Lundbystudien 1947-1997. Fynd och psykiatriskt tänkande under 50 år. Data förvaras hos Arkivcentrum Syd, Avdelningen Dokumenthantering vid Lunds universitet och Region Skåne.